# Saadia Benshili
Saadia Benshili (en arabe : السعدية بنسهيلي) est une professeure de philosophie et femme politique marocaine, née à Rabat. Elle est affiliée au parti de gauche marocain, L'union socialiste des forces populaires. 

## Carrière politique
Saadia Benshili a fait ses débuts en 1979, en militant dans les rangs de L'Union nationale des étudiants du Maroc. Elle a rejoint la Confédération démocratique du travail en 1983, syndicat historiquement affilié à l'Union nationale des forces populaires. Elle est élue en tant que membre du conseil national du syndicat national de l'enseignement. Elle rejoint en parallèle le parti de gauche. Elle fut également, membre élue au comité paritaire centraleet régional au sein du ministère de l'éducation nationale de 1997 à 2009. Puis, membre fondateur de la Fédération démocratique de travail, syndicat qui voit le jour à la suite d'une scission de la Confédération démocratique du travail. 
Elle a participé à plusieurs congrès et conférences au niveau international, organisés par l'Organisation internationale du travail. D'autre part, elle occupe d'autres missions politiques au sein du parti, en tant que membre du secrétariat national de l'organisation socialiste des femmes. Puis, membre du bureau politique de l'Union socialiste des forces populaires depuis 2010 jusqu'à nos jours.  
Elle a été élue députée dans la liste nationale, lors des élections législatives marocaines de 2016 avec l'Union socialiste des forces populaires. Elle fait partie du groupe parlementaire du même parti, et elle est membre active de la Commission de l'enseignement, de la culture et de la communication.